# مسجد جامع نشتیفان
مسجدجامع نشتیفان (شیخ زین الدین) مربوط به سدهٔ ۹ ه.ق است و در شهرستان خواف، بخش مرکزی، شهر نشتیفان واقع شده و این اثر در تاریخ ۲۴ فروردین ۱۳۸۲ با شمارهٔ ثبت ۸۲۶۹ به‌عنوان یکی از آثار ملی ایران به ثبت رسیده است.